# Silveira rufus
Silveira rufus is een insect uit de familie Psychopsidae, die tot de orde netvleugeligen (Neuroptera) behoort. De soort komt voor in Zuid-Afrika.